# 桑德希爾斯 (佛羅里達州)
桑德希爾斯（英語：Sand Hills）是位於美國佛羅里達州貝縣的一個非建制地區。該地的面積和人口皆未知。

## 地理
桑德希爾斯的座標為30°29′42″N 85°45′48″W / 30.49500°N 85.76333°W，而該地的平均海拔高度為11米（即36英尺）。